# Викарстаун
Викарстаун (англ. Vicarstown, исторические названия — Ballynevicar, Ballyvicar и Ballyvicary; ирл. Baile an Bhiocáire) — деревня в Ирландии, находится в графстве Лиишь (провинция Ленстер). В деревне есть католическая церковь и два паба.